# 在パラグアイ中華民国大使館

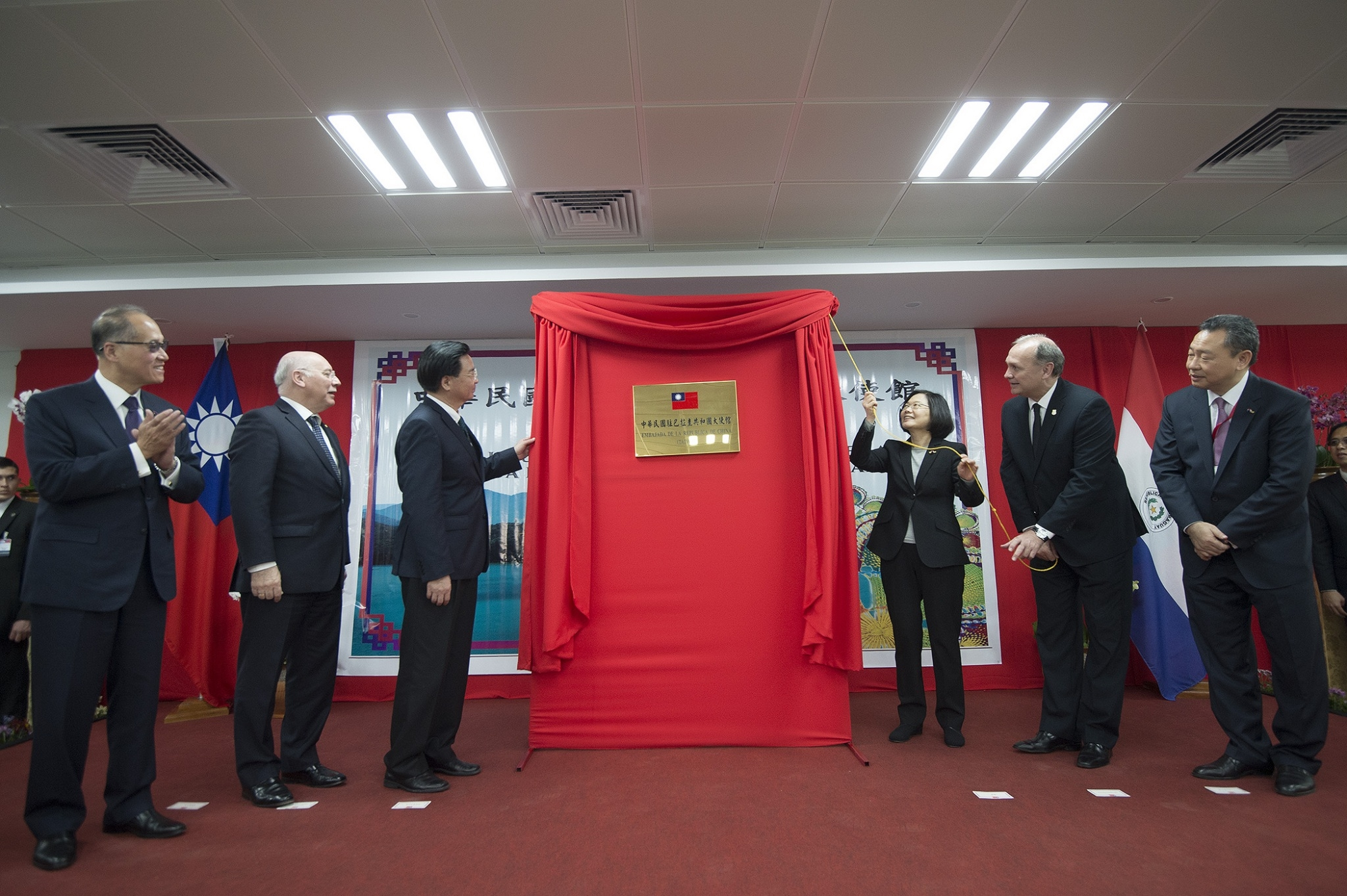
在パラグアイ中華民国大使館の新館除幕式。現地入りした蔡英文総統（右から3番目）が除幕の音頭を取った（2016年6月28日、於・アスンシオン市）

在パラグアイ中華民国大使館（ざいパラグアイちゅうかみんこくたいしかん、繁体字中国語: 中華民國駐巴拉圭大使館、スペイン語: Embajada de la República de China (Taiwán) en Paraguay、英語: Embassy of the Republic of China (Taiwan) in Paraguay）は、中華民国（台湾）がパラグアイの首都アスンシオンに設置している大使館である。1957年7月12日に両国間の外交関係が樹立された後、1959年11月29日に大使館が開設された。

## 住所
Avda. Aviadores del Chaco 3100, Esquina Iturbe, Piso 13, Asunción

## 大使
2020年6月2日、韓志正（スペイン語: José Han ホセ・アン）がマリオ・アブド・ベニテス大統領に信任状を捧呈して、爾後、特命全権大使を務めている。